# August Vanhoutte
August Vanhoutte (Oostende, 24 september 1889 – aldaar, 14 maart 1936) was een Vlaams dichter en vertaler.

## Levensloop
Na studies aan de rijksnormaalschool in Gent werd Vanhoutte onderwijzer in Oostende. Hij trouwde met Louise Demaecker en kreeg drie kinderen.
Hij werd vriend en bewonderaar van Karel van de Woestijne, die van 1920 tot 1925 in Oostende woonde. Bij zijn overlijden schreef hij een gedichtencyclus onder de titel In obitum Karel van de Woestijne.
Hij was pas 45 toen hij om gezondheidsredenen het onderwijs moest verlaten. Hij ondernam toen nog vertaalwerk. Schrijversgewijs beschreef hem als een stoïcijns individualist.
Constant Permeke maakte een portret van hem, wandelend op het strand van Oostende.

## Publicaties
- Hart en Geest, poëzie, Brussel/Maastricht, A.A.M. Stols, 1933.
- Portugese sonnetten, vertaling van de 'Sonnets from the Portuguese' van Elisabeth Browning (1806-1861). Publictie in Anthologie uit de wereldpoëzie (Elsevier).
- Karolinerna, vertaling van een werk van de Zweed Verner von Heidenstamm (1859-1940), Antwerpen, Die Poorte, 1935.
- De Doden van de Spoon River, vertaling van 220 gedichten van de Amerikaan Edgar Le Masters (1869-1950), Antwerpen, Die Poorte, 1936.
- Nagelaten gedichten, poëzie (sonnetten), Brussel/Maastricht, Boosten & Stols, 1937.
- De Verwarde Kalender, poëzie (kwatrijnen), Antwerpen, Die Poorte, 1938.
- De macht der leegte, verzameld dichtwerk, ingeleid door Willy Spillebeen, Hasselt, Heideland, 1979.